# Lili (1903)
Lili är en svensk svartvit stumfilm från 1903 med foto av Ernest Florman. Den premiärvisades 11 juni på Industriutställningen i Helsingborg.